# Sarcinatrix
Sarcinatrix – rodzaj skorków z rodziny skorkowatych i podrodziny Ancistrogastrinae.
Skorki te mają lekko przypłaszczone ciało, ogólnym wyglądem przywodzące na myśl przedstawicieli Opisthocosmiinae. Przysadzista głowa zaopatrzona jest w czułki o stosunkowo krótkich i grubych członach. Dobrze rozwinięte pokrywy (tegminy) mają delikatnie zaokrąglone barki i wyraźnie widoczne, choć słabo rozwinięte podłużne listewki (kile). Przedplecze nie odbiega zbytnio szerokością od głowy i jest szersze niż dłuższe. Odwłok jest bardzo mocno wydłużony i wąski. Przedostatni z jego sternitów ma u samca tylną krawędź wyciągniętą w długi, silnie zakrzywiony ku górze, spiczasto zakończony wyrostek. Przysadki odwłokowe (szczypce) u obu płci są niezmodyfikowane.
Przedstawiciele rodzaju zamieszkują krainę neotropikalną od Ameryki Centralnej po Południową.

## Taksonomia
Takson ten wprowadzony został w 1903 roku przez Jamesa A.G. Rehna jako podrodzaj w obrębie rodzaju Opisthocosmia. Gatunkiem typowym został Opisthocosmia anomalia, jako że był to wówczas takson monotypowy. W 1911 roku Malcolm Burr wyniósł go do rangi niezależnego rodzaju i przeniósł z Opisthocosmiinae do Ancistrogastrinae. W publikacji z 1975 roku Henrik Steinmann proponował umieszczenie go we własnej podrodzinie Sarcinatricinae, jednak później wycofał się z takiej klasyfikacji. 
Do rodzaju tego należą 3 opisane gatunki:
- Sarcinatrix anomalia (Rehn, 1903)
- Sarcinatrix edentata Brindle, 1988
- Sarcinatrix quadrimaculata Brindle, 1971